# Azy (orang-outan)
Azy est un orang-outan mâle connu pour avoir appris une forme de langage rudimentaire. Il est né le 14 décembre 1977 au parc zoologique national de Washington. Transféré au Rio Grande Zoo d'Albuquerque en 1978, il retourne au zoo national en 1980.
En 1995, Azy commence à participer à l'Orangutan Language Project du zoo, avec Rob Shumaker. Le 28 septembre 2004, il est envoyé au Great Ape Trust d'Iowa.
En 2010, il est déplacé au Zoo d'Indianapolis où il réside avec cinq autres orangs-outans du Great Ape Trust,.
En 2013, il sait communiquer avec les humains à l'aide de 72 symboles représentant des aliments, objets, adjectifs et verbes.